# Bernheze
Bernheze es un municipio de la provincia de Brabante Septentrional, Países Bajos. Tiene una población estimada, en septiembre de 2024, de 32 576 habitantes.

## Localidades
La sede municipal está en la localidad de Heesch.
Las otras cinco localidadades del municipio son:
- Heeswijk-Dinther (también, Heeswijk Dinther)
- Nistelrode
- Vorstenbosch
- Loosbroek
- Vinkel